# Stefano Isidoro Bianchi
Stefano Isidoro Bianchi (Cortona, 1961) è uno scrittore e critico musicale italiano.

## Biografia
È il fondatore, editore e direttore della rivista musicale mensile di “rock e altre contaminazioni” Blow Up, creata come fanzine nel 1995 e approdata alle edicole nel 1998. Ha collaborato occasionalmente con le riviste Dynamo (1996) e Il Mucchio Selvaggio (1996-1997). Ha pubblicato “Post Rock e oltre: introduzione alle musiche del nuovo millennio” (Giunti, 1999, con Eddy Cilìa) e altri libri su Prewar Folk, Suicide, Red Crayola, Bruce Springsteen, Spacemen 3, Rockabilly e Steve Albini. Ha inoltre curato i volumi “Rock e altre contaminazioni” (Tuttle Edizioni, 2003) e The Desert Island Records (Tuttle Edizioni, 2009). Nel 2004 ha partecipato al convegno internazionale Nuovo e Utile, i cui atti sono stati pubblicati in La creatività a più voci, a cura di Annamaria Testa (Laterza, 2005).

## Opere
- Post Rock e oltre: introduzione alle musiche del nuovo millennio. Giunti, 1999; con Eddy Cilìa.
- Rock e altre contaminazioni: 600 album fondamentali per comprendere l'evoluzione e la storia del rock e delle molte altre contaminazioni dalle quali ha attinto e a cui ha dato vita recensiti dalla redazione di Blow Up [a cura di]. Tuttle Edizioni, 2003.
- Prewar Folk: the Old, Weird America: 1900-1940. Tuttle Edizioni, 2007.
- Desert Island Records [a cura di]. Tuttle Edizioni, 2009.
- Suicide. Il blues di New York City. Tuttle Edizioni, 2017.
- The Red Crayola. La tempesta perfetta. Tuttle Edizioni, 2018.
- Bruce Springsteen. The Promised Man. Tuttle Edizioni, 2019.
- Spacemen 3. Sonic Boom - Spectrum - Experimental Audio Research / E.A.R. - Spiritualized. Tuttle Edizioni, 2021.
- Rockabilly. Gioventù, ritmo e sesso. Tuttle Edizioni, 2023.
- Steve Albini. Big Black, Rapeman, Shellac. Tuttle Edizioni, 2024.